# 小野田港駅
小野田港駅（おのだこうえき）は、山口県山陽小野田市北竜王町にある、西日本旅客鉄道（JR西日本）小野田線の駅。

## 歴史
1915年（大正4年）11月25日、小野田軽便鉄道が小野田駅から当駅まで開通したことに伴い、セメント町駅（セメントまちえき）として開業。当初は現在とは異なる位置にあり、現在の南小野田駅の位置にあった。
小野田鉄道（1923年（大正12年）に小野田軽便鉄道から社名変更）の国有化に伴い、1943年（昭和18年）4月1日付でセメント町駅から小野田港駅へ改称。その後、小野田線が雀田駅まで延伸された1947年（昭和22年）10月1日に現在の位置へ移転した。
1987年（昭和62年）4月1日、国鉄分割民営化によって西日本旅客鉄道の駅となり、現在に至る。

### 年表
- 1915年（大正4年）11月25日：小野田軽便鉄道の小野田駅から当駅までの開通に伴いセメント町駅として開業[2]。
- 1923年（大正12年）6月25日：小野田軽便鉄道が小野田鉄道に社名を変更する[3]。
- 1943年（昭和18年）4月1日：小野田鉄道が国有化となり小野田線とされる[2]。同時にセメント町駅は小野田港駅に改称となる[2]。
- 1947年（昭和22年）10月1日：小野田線の小野田港駅から雀田駅までが開通する[3]。同時に小野田港駅は現在地に移転する[2]。その後の旧駅については南小野田駅の項を参照。
  - なお、小野田港駅 - 雀田駅間開通と同時に、小野田線は一旦宇部西線に編入されるが、半年後の1948年（昭和23年）2月1日に旧宇部西線区間ともども小野田線に再改称された[3]。
- 1984年（昭和59年）2月1日：荷物扱い廃止[2]。
- 1986年（昭和61年）3月3日：貨物取扱廃止[2]。
- 1987年（昭和62年）4月1日：国鉄分割民営化に伴い、西日本旅客鉄道（JR西日本）の駅となる[2]。
- 1990年（平成2年）6月1日：中国交通事業株式会社（現：JR西日本広島メンテック）による業務委託駅となる。
- 1998年（平成10年）4月1日：無人駅となる。

## 駅構造

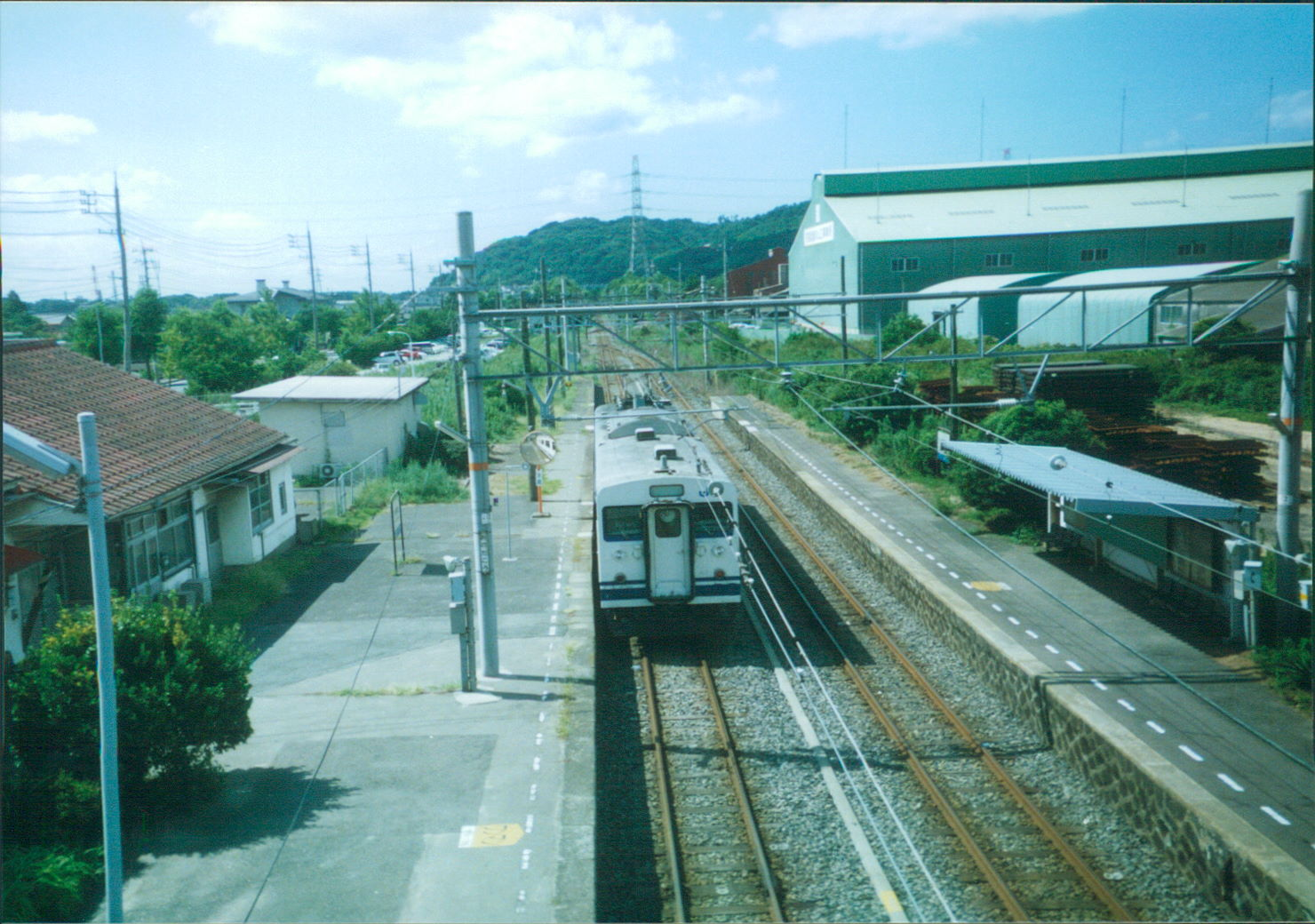
跨線橋より撮影したホーム

相対式ホーム2面2線で、列車交換設備を有する地上駅で、無人駅である。駅舎は上りホーム側にあり、下りホームへは跨線橋で連絡している。

### のりば
| ホーム | 路線      | 方向 | 行先         |
| ------ | --------- | ---- | ------------ |
| 駅舎側 | ■小野田線 | 上り | 宇部新川方面 |
| 反対側 | ■小野田線 | 下り | 小野田方面   |

- 案内上ののりば番号は設定されていない。

## 利用状況
1日の平均乗車人員は以下の通りである。
| 乗車人員推移 | 乗車人員推移 |
| 年度         | 1日平均人数  |
| ------------ | ------------ |
| 1999         | 218          |
| 2000         | 185          |
| 2001         | 152          |
| 2002         | 128          |
| 2003         | 136          |
| 2004         | 134          |
| 2005         | 139          |
| 2006         | 132          |
| 2007         | 132          |
| 2008         | 122          |
| 2009         | 111          |
| 2010         | 112          |
| 2011         | 100          |
| 2012         | 86           |
| 2013         | 80           |
| 2014         | 83           |
| 2015         | 76           |
| 2016         | 81           |
| 2017         | 79           |
| 2018         | 77           |
| 2019         | 83           |
| 2020         | 74           |
| 2021         | 58           |
| 2022         | 58           |

## 駅周辺
- 太平洋セメント
- 共英製鋼 山口事業所
- 山陽小野田市立須恵小学校
- 山口県道223号小野田港線
- 新沖緑地

## 隣の駅
西日本旅客鉄道（JR西日本）
■小野田線
雀田駅 - 小野田港駅 - 南小野田駅